# Fédération des milieux documentaires
Pour les articles homonymes, voir FMD.
La Fédération des milieux documentaires (FMD), anciennement connu sur le nom de l’Association pour l'avancement des sciences et des techniques de la documentation (ASTED), est une association professionnelle nationale, culturelle et scientifique, à but non lucratif créée en 1973 et compte plus de 450 membres institutionnels, corporatifs et individuels qui contribuent à l’avancement des sciences et des techniques de la documentation, grâce aux efforts conjugués et aux compétences de ses membres. Son siège social se situe à Montréal, dans l’arrondissement de Ville-Marie.
Le 12 novembre 2018, l'Asted se transforme et devient la Fédération des milieux documentaires (FMD).
L’association regroupe des spécialistes de l’information de toutes catégories confondues qui œuvrent au sein des organismes privés et publics : bibliothécaires, gestionnaires, techniciens en documentation, archivistes, experts en veille, gestionnaire des connaissances, recherchistes, spécialistes Web, etc. et leur offre de formation continue visant à développer leurs compétences.

## Histoire

### 2018: Création de la FMD
Sous la présidence de Réjean Savard, l'Asted se transforme et devient le 12 novembre 2018 lors d'une Assemblée générale annuelle de l'ASTED à Montréal dans le cadre du Congrès des professionnel.le.s de l'information, la Fédération des milieux documentaires (FMD).

## Publications
La revue Documentation et bibliothèques est publiée au Québec par l’Association pour l'avancement des sciences et des techniques de la documentation (ASTED) de concert avec l’Association internationale francophone des bibliothécaires et documentalistes (AIFBD).Elle s’adresse aux professionnels de l’information des pays francophones afin de contribuer à l’avancement des connaissances en bibliothéconomie et en sciences de l'information des pays francophones ainsi qu’au développement de ses membres. Elle publie aussi en français des articles écrits dans d’autres langues.
La revue Documentation et bibliothèques est régie par un comité francophone composé de représentants des pays francophones.

## Catalogue de l’ASTED
Le catalogue de l’ASTED permet d'accéder aux publications les plus récentes des maisons d’éditions françaises : Electre et KLOG, y compris une partie de l’ensemble de leurs publications. 
L'ASTED contribue aux normes de catalogage, de classification et d’échange des métadonnées en collaboration avec des comités canadiens.

## Partenariat
L'ASTED participe au Forum des partenaires de Bibliothèque et Archives Canada (BAC), à la traduction française de normes sur la bibliothéconomie et les sciences de l'information en compagnie d'autres institutions évoluant dans le domaine telles que : la Bibliothèque et Archives Nationales du Québec (BAnQ), Bibliothèque et Archives Canada (BAC) et la Bibliothèque nationale de France (BnF). L'ASTED est également membre permanent à la Commission canadienne du droit de prêt public et au caucus canadien organisé lors du congrès annuel de la Fédération internationale des associations et institutions de bibliothèques (IFLA). 

## Prix
Attribué autrefois par la Canadian Library Association (en) (CLA), le Prix Alvine-Bélisle est décerné annuellement par l'ASTED, depuis 1974, au meilleur livre pour enfants de l’année. À partir de 2016, la remise du prix littéraire au gagnant se fait désormais au Congrès des professionnels et professionnelles de l’information. 

## Fonds
L'Association a créé deux fonds au profit de ses membres :

### Fonds de recherche et de développement Hubert-Perron
L'ASTED encourage les recherches à travers le Fonds de recherche et de développement Hubert-Perron dans le cadre des projets de recherche et de développement pour l’avancement des sciences et des techniques de la documentation et de l’information. Pour être admissible aux subventions de recherche, il est nécessaire d'être membre de l'association, à l'exception des membres du comité du Fonds de recherche et de développement Hubert-Perron, et de répondre aux critères d’évaluation.   

### Fonds bibliothèque globale
Le 26 mai 2017 l'ASTED lance le Fonds bibliothèque globale dont le but est la promotion de projets internationaux dans la francophonie en développement (ex.: coopération, prix international, bourse, etc.). Ce fonds est créé à la suite de la dissolution de la Fondation pour une bibliothèque globale (FBG) en mars 2017. 

## Formation
Une série de Webinaires et d'activités de formation sont organisés mensuellement en vue de permettre aux membres, aux étudiants et aux non membres de parfaire leurs connaissances dans le domaine.
Le Congrès des professionnels de l’information réunit chaque année des bibliothécaires, des professionnels, des spécialistes, des techniciens ou experts de l’information du Québec et de partout ailleurs afin de leur offrir de la formation continue et de discuter des enjeux de leur profession.

## Comités thématiques
Grâce à l’implication de ses bénévoles dans un ou plusieurs groupes d’intérêt, l’Association continue à maintenir une offre d’activités dans ses différents comités : 